# Lista de Resoluções de 101 a 200 do Conselho de Segurança das Nações Unidas
Esta é uma lista das Resoluções 101 e 200 do Conselho de Segurança das Nações Unidas aprovadas entre 24 de novembro de 1953 e a 15 de março de 1965.
| Resolução     | Data                                                                                 | Votação                                                                     | Assunto |
| ------------- | ------------------------------------------------------------------------------------ | --------------------------------------------------------------------------- | --- |
| Resolução 101 | 24 de novembro de 1953                                                               | 9–0–2 (abstenções: Líbano, URSS)                                            | Violação do Armistício Geral por Israel, o incidente de massacre de Qibya.                                                                              |
| Resolução 102 | 3 de dezembro de 1953                                                                | 10–0–1 (abstenção: URSS)                                                    | Japão e a Corte Internacional de Justiça. |
| Resolução 103 | 3 de dezembro de 1953                                                                | 10–0–1 (abstenção: URSS)                                                    | San Marinho e a Corte Internacional de Justiça |
| Resolução 104 | 20 de junho de 1954                                                                  | 11–0–0                                                                      | Golpe de Estado na Guatemala em 1954 |
| Resolução 105 | 28 de julho de 1954                                                                  | Aprovada sem votação                                                        | Morte de Benegal Narsing Rau e eleição de substituto na Corte Internacional de Justiça.                                                                 |
| Resolução 106 | 29 de março de 1955                                                                  | 11–0–0                                                                      | Condenação de um ataque israelita ao exército egípcio na Faixa de Gaza.                                                                                 |
| Resolução 107 | 30 de março de 1955                                                                  | 11–0–0                                                                      | Telefonema à cooperação do Egipto e Israel. |
| Resolução 108 | 8 de setembro de 1955                                                                | 11–0–0                                                                      | Petição de um cessar de fogo incondicional na Palestina.                                                                                                |
| Resolução 109 | 14 de dezembro de 1955                                                               | 8–0–3 (abstenções: Bélgica, República da China, Estados Unidos)             | Admissão de Albânia, Jordânia, Irlanda, Portugal, Hungria, Itália, Áustria, Roménia Bulgária, Finlândia, Ceilão, Nepal, Líbia, Camboja, Laos, e Espanha |
| Resolução 110 | 16 de dezembro de 1955                                                               | 9–1–1 (contra: URSS; abstenção: França)                                     | Revisão da Carta das Nações Unidas. |
| Resolução 111 | 19 de janeiro de 1956                                                                | 11–0–0                                                                      | Israel, Síria e o acordo de armistício geral |
| Resolução 112 | 6 de fevereiro de 1956                                                               | 11–0–0                                                                      | Admissão do Sudão |
| Resolução 113 | 4 de abril de 1956                                                                   | 11–0–0                                                                      | Reduzir as tensões ao longo da linha militar no Médio Oriente                                                                                           |
| Resolução 114 | 4 de junho de 1956                                                                   | 11–0–0                                                                      | A questão palestiniana |
| Resolução 115 | 20 de julho de 1956                                                                  | 11–0–0                                                                      | Admissão de Marrocos |
| Resolução 116 | 26 de julho de 1956                                                                  | 11–0–0                                                                      | Admissão da Tunísia |
| Resolução 117 | 6 de setembro de 1956                                                                | 11–0–0                                                                      | Morte do juiz Hsu Mo e eleição do substituto na Corte Internacional de Justiça                                                                          |
| Resolução 118 | 13 de outubro de 1956                                                                | 11–0–0                                                                      | Egipto e o Canal de Suez |
| Resolução 119 | 31 de outubro de 1956                                                                | 7–2–2 (contra: França, Reino Unido; abstenções: Austrália, Bélgica)         | Passo do debate sobre a Guerra do Sinai à primeira sessão de emergência do pleno da Assembleia Geral das Nações Unidas.                                 |
| Resolução 120 | 4 de novembro de 1956                                                                | 10–1–0 (contra: URSS)                                                       | Passo do debate sobre a Revolução húngara de 1956 à segunda sessão de emergência do pleno da Assembleia Geral das Nações Unidas.                        |
| Resolução 121 | 12 de dezembro de 1956                                                               | 11–0–0                                                                      | Admissão do Japão |
| Resolução 122 | 24 de janeiro de 1957                                                                | 10–0–1 (abstenção: URSS)                                                    | Veredicto sobre a conferência de Jammu e Cachemira |
| Resolução 123 | 21 de fevereiro de 1957                                                              | 10–0–1 (abstenção: URSS)                                                    | Visita ao subcontinente índio do Presidente do Conselho de Segurança das Nações Unidas                                                                  |
| Resolução 124 | 7 de março de 1957                                                                   | 11–0–0                                                                      | Admissão de Ghana. |
| Resolução 125 | 5 de setembro de 1957                                                                | 11–0–0                                                                      | Admissão da Federação Malaya (atual Malásia) |
| Resolução 126 | 2 de dezembro de 1957                                                                | 10–0–1 (abstenção: URSS)                                                    | Visita de uma representação da ONU à Índia, Paquistão e Cachemira                                                                                       |
| Resolução 127 | 22 de janeiro de 1958                                                                | 11–0–0                                                                      | Regulação das zonas desmilitarizadas no Médio Oriente                                                                                                   |
| Resolução 128 | 11 de junho de 1958                                                                  | 10–0–1 (abstenção: URSS)                                                    | Injerências no Líbano da República Árabe Unida (atuais Egipto e Síria).                                                                                 |
| Resolução 129 | 7 de agosto de 1958                                                                  | 11–0–0                                                                      | Convocação de uma reunião de emergência da Assembleia sobre a questão do Líbano                                                                         |
| Resolução 130 | 25 de novembro de 1958                                                               | Aprovada sem votação                                                        | Morte do juiz José Gustavo Guerrero e eleição do substituto na Corte Internacional de Justiça                                                           |
| Resolução 131 | 9 de dezembro de 1958                                                                | 10–0–1 (abstenção: França)                                                  | Admissão de Guiné |
| Resolução 132 | 7 de setembro de 1959                                                                | 10–0–1 (abstenção: URSS)                                                    | Denúncia de Laos por violações fronteiriças cometidas por tropas norte vietnamitas                                                                      |
| Resolução 133 | Morte do juiz José Gustavo Guerrero e eleição do substituto na 26 de janeiro de 1960 | 11–0–0                                                                      | Admissão de Camarões |
| Resolução 134 | 1 de abril de 1960                                                                   | 9–0–2 (abstenções: França, Reino Unido)                                     | Condenação do massacre de Sharpeville e o apartheid na África do Sul                                                                                    |
| Resolução 135 | 27 de maio de 1960                                                                   | 9–0–2 (abstenções: Polónia, URSS)                                           | Relações entre os membros permanentes do Conselho de Segurança.                                                                                         |
| Resolução 136 | 31 de maio de 1960                                                                   | 11–0–0                                                                      | Admissão de Togo |
| Resolução 137 | 31 de maio de 1960                                                                   | Aprovada sem votação                                                        | Morte do juiz Hersch Lauterpach e eleição do substituto na Corte Internacional de Justiça                                                               |
| Resolução 138 | 23 de junho de 1960                                                                  | 8–0–2 (abstenções: Polónia, URSS)                                           | Translado de Adolf Eichmann desda Argentina a Israel |
| Resolução 139 | 28 de junho de 1960                                                                  | 11–0–0                                                                      | Admissão de Mali |
| Resolução 140 | 29 de junho de 1960                                                                  | 11–0–0                                                                      | Admissão da República Malagasy (atual Madagascar) |
| Resolução 141 | 5 de julho de 1960                                                                   | 11–0–0                                                                      | Admissão de Somália |
| Resolução 142 | 7 de julho de 1960                                                                   | 11–0–0                                                                      | Admissão da República do Congo (actual República Democrática do Congo)                                                                                  |
| Resolução 143 | 17 de julho de 1960                                                                  | 8–0–3 (abstenções: República da China, França, Reino Unido)                 | A Crise do Congo, solicitando a retirada das tropas belgas                                                                                              |
| Resolução 144 | 19 de julho de 1960                                                                  | 9–0–2 (abstenções: Polónia, URSS)                                           | Relações diplomáticas entre Cuba e Estados Unidos |
| Resolução 145 | 22 de julho de 1960                                                                  | 11–0–0                                                                      | A Crise do Congo, retirada das tropas belgas |
| Resolução 146 | 9 de agosto de 1960                                                                  | 9–0–2 (abstenções: França, Itália)                                          | Crise do Congo: Entrada de forção das NU em Katanga |
| Resolução 147 | 23 de agosto de 1960                                                                 | 11–0–0                                                                      | Admissão de Dahomey ([[Benim]) |
| Resolução 148 | 23 de agosto de 1960                                                                 | 11–0–0                                                                      | Admissão de Níger |
| Resolução 149 | 23 de agosto de 1960                                                                 | 11–0–0                                                                      | Admissão de Alto Volta (Burkina Faso) |
| Resolução 150 | 23 de agosto de 1960                                                                 | 11–0–0                                                                      | Admissão da Costa do Marfim |
| Resolução 151 | 23 de agosto de 1960                                                                 | 11–0–0                                                                      | Admissão do Chade |
| Resolução 152 | 23 de agosto de 1960                                                                 | 11–0–0                                                                      | Admissão da República do Congo |
| Resolução 153 | 23 de agosto de 1960                                                                 | 11–0–0                                                                      | Admissão do Gabão |
| Resolução 154 | 23 de agosto de 1960                                                                 | 11–0–0                                                                      | Admissão da República Centro-Africana |
| Resolução 155 | 23 de agosto de 1960                                                                 | 11–0–0                                                                      | Admissão do Chipre |
| Resolução 156 | 9 de setembro de 1960                                                                | 9–0–2 (abstenções: Polónia, URSS)                                           | Sanções ao regime de Trujillo na República Dominicana                                                                                                   |
| Resolução 157 | 17 de setembro de 1960                                                               | 8-2-1 (contra: Polónia, URSS; abstenção: França)                            | Sessão de emergência da Assembleia Geral sobre a Crise do Congo                                                                                         |
| Resolução 158 | 28 de setembro de 1960                                                               | 11–0–0                                                                      | Admissão do Senegal |
| Resolução 159 | 28 de setembro de 1960                                                               | 11–0–0                                                                      | Admissão de Mali |
| Resolução 160 | 7 de outubro de 1960                                                                 | 11–0–0                                                                      | Admissão da Nigéria |
| Resolução 161 | 21 de fevereiro de 1961                                                              | 9–0–2 (abstenções: França, URSS)                                            | Morte de Patrice Lumumba, retirada de tropas sem ser das Nações Unidas do Congo                                                                         |
| Resolução 162 | 11 de abril de 1961                                                                  | 8–0–3 (abstenções: Ceilão, URSS, República Árabe Unida)                     | Israel–Jordânia Comissão Mista de Armistício sobre Israel                                                                                               |
| Resolução 163 | 9 de junho de 1961                                                                   | 9–0–2 (abstenções: França, Reino Unido)                                     | Guerra de Independência de Angola e Portugal |
| Resolução 164 | 22 de julho de 1961                                                                  | 10–0–0 (presente sem votação: França)                                       | Conflito entre França e Tunísia |
| Resolução 165 | 26 de setembro de 1961                                                               | 11–0–0                                                                      | Admissão de Serra Leoa |
| Resolução 166 | 25 de outubro de 1961                                                                | 9–0–1 (abstenção: Estados Unidos, presente sem votação: República da China) | Admissão da Mongólia |
| Resolução 167 | 25 de outubro de 1961                                                                | 9–1–1 (República Árabe Unida, abstenção: URSS)                              | Admissão da Mauritânia |
| Resolução 168 | 3 de novembro de 1961                                                                | 11–0–0                                                                      | Recomendação para o Secretário Geral em Funções |
| Resolução 169 | 24 de novembro de 1961                                                               | 9–0–2 (abstenções: França, Reino Unido)                                     | Congo: atividades sucessionistas na província de Katanga, ataques sobre tropas da NU                                                                    |
| Resolução 170 | 14 de dezembro de 1961                                                               | 11–0–0                                                                      | Admissão de Tanganica (Tanzânia) |
| Resolução 171 | 9 de abril de 1962                                                                   | 10–0–1 (abstenção: França)                                                  | Condenando Israel e Síria por ações militares na área de lago de Tiberíades                                                                             |
| Resolução 172 | 26 de julho de 1962                                                                  | 11–0–0                                                                      | Admissão de Ruanda |
| Resolução 173 | 26 de julho de 1962                                                                  | 11–0–0                                                                      | Admissão de Burundi |
| Resolução 174 | 12 de setembro de 1962                                                               | 11–0–0                                                                      | Admissão da Jamaica |
| Resolução 175 | 11 de setembro de 1962                                                               | 11–0–0                                                                      | Admissão de Trindade e Tobago |
| Resolução 176 | 4 de outubro de 1962                                                                 | 10–0–1 (abstenção: República da China)                                      | Admissão de Argélia |
| Resolução 177 | 15 de outubro de 1962                                                                | 11–0–0                                                                      | Admissão de Uganda |
| Resolução 178 | 24 de abril de 1963                                                                  | 11–0–0                                                                      | Violações do território Senegalês por tropas Portuguesas                                                                                                |
| Resolução 179 | 11 de junho de 1963                                                                  | 10–0–1 (abstenção: URSS)                                                    | Guerra Civil do Iêmen do Norte |
| Resolução 180 | 31 de julho de 1963                                                                  | 8–0–3 (abstenções: França, Reino Unido, Estados Unidos)                     | Império português |
| Resolução 181 | 7 de agosto de 1963                                                                  | 9–0–2 (abstenções: França, Reino Unido)                                     | Corrida às armas e apartheid na África-do-Sul |
| Resolução 182 | 4 de dezembro de 1963                                                                | 11–0–0                                                                      | apartheid na África-do-Sul |
| Resolução 183 | 11 de dezembro de 1963                                                               | 10–0–1 (abstenção: França)                                                  | Territórios Portugueses |
| Resolução 184 | 16 de dezembro de 1963                                                               | 11–0–0                                                                      | Admissão de Zanzibar |
| Resolução 185 | 16 de dezembro de 1963                                                               | 11–0–0                                                                      | Admissão de Quénia |
| Resolução 186 | 4 de março de 1964                                                                   | 11–0–0                                                                      | Recomendação das Forças da Manutenção da Paz no Chipre                                                                                                  |
| Resolução 187 | 13 de março de 1964                                                                  | 11–0–0                                                                      | Força das Nações Unidas para Manutenção da Paz em Chipre                                                                                                |
| Resolução 188 | 9 de abril de 1964                                                                   | 9–0–2 (abstenções: Reino Unido, Estados Unidos)                             | Ataques britânicos no Iémen e violação do espaço aéreo da Federação da Arábia do Sul                                                                    |
| Resolução 189 | 4 de junho de 1964                                                                   | 11–0–0                                                                      | Incursões de soldados de Vietname do Sul em território da Camboja.                                                                                      |
| Resolução 190 | 9 de junho de 1964                                                                   | 7–0–4 (abstenções: Brasil, França, Reino Unido, Estados Unidos)             | Julgamento de Rivonia na África do Sul. |
| Resolução 191 | 18 de junho de 1964                                                                  | 8–0–3 (abstenções: Checoslovaquia, França, URSS)                            | Apartheid sul-africano |
| Resolução 192 | 20 de junho de 1964                                                                  | 11–0–0                                                                      | Extensão por três meses da missão em Chipre. |
| Resolução 193 | 25 de setembro de 1964                                                               | 9–0–2 (abstenções: Checoslovaquia, URSS)                                    | Chamado para que Turquia finalize os bombardeios em Chipre                                                                                              |
| Resolução 194 | 25 de setembro de 1964                                                               | 11–0–0                                                                      | Extensão por três meses da missão em Chipre. |
| Resolução 195 | 9 de outubro de 1964                                                                 | 11–0–0                                                                      | Admissão de Malawi |
| Resolução 196 | 30 de outubro de 1964                                                                | 11–0–0                                                                      | Admissão de Malta |
| Resolução 197 | 30 de outubro de 1964                                                                | 11–0–0                                                                      | Admissão da Zambia |
| Resolução 198 | 18 de dezembro de 1964                                                               | 11–0–0                                                                      | Extensão por três meses da missão em Chipre. |
| Resolução 199 | 30 de dezembro de 1964                                                               | 10–0–1 (abstenção: França)                                                  | Chamada para que os estados cessem a intervenção no Congo                                                                                               |
| Resolução 200 | 15 de março de 1965                                                                  | 11–0–0                                                                      | Admissão da Gâmbia |